# Pornofeminismo
El pornofeminismo es una crítica  no uniforme a la industria de la pornografía con perspectiva de género. El término surge a finales de los setenta en Estados Unidos y divide al movimiento feminista entre las abolicionistas y las que reapropian en sus prácticas políticas elementos de la pornografía común.

## Antecedentes
En 1979, las autoras estadounidenses Catherine MacKinnon y Andrea Dworkin, a través de la creación del grupo Women Against Pornography, consideran que la industria de la pornografía toma a la mujer como un instrumento de poder, por lo que se ejerce una violencia de género. Siendo pioneras en esta postura, se encuentran en contra de la creación de la pornografía.

## Posturas del pornofeminismo
A partir de esta idea central, surgen como parte del discurso tres posturas principalmente, las cuales difieren entre sí en acciones y argumentos, así como en la respuesta de la industria pornográfica.

### Las abolicionistas
y no desde una perspectiva moral en categorías de bueno / malo y sin considerarla como una forma de expresión.